# Annali dell'Ulster
Gli Annali dell'Ulster (in gaelico Annála Uladh) sono una cronaca medievale irlandese, che copre un periodo compreso tra il 431 d.C. e il 1540 d.C. Gli anni fino al 1498 furono compilati nel tardo XV secolo dall'amanuense Ruaidhri Ó Luinín, sull'isola di Belle, sotto il patronato di Cathal Óg Mac Maghnusa. L'ultimo periodo, quello precedente al 1540, fu aggiunto da altri.
Le fonti per i periodi più antichi sono gli annali risalenti al VII secolo, mentre per i periodi successivi entra in gioco la tradizione orale e la memoria. Un secolo dopo, gli Annali dell'Ulster saranno a loro volta la fonte degli Annali dei Quattro Maestri. La lingua usata è quella irlandese, con inserti in latino. Poiché le fonti più antiche furono copiate alla lettera, gli Annali dell'Ulster sono utili sia agli storici sia ai linguisti che studiano l'evoluzione della lingua irlandese.